# Спасівська сільська рада (Здолбунівський район)
Спа́сівська сільська́ ра́да — колишній орган місцевого самоврядування у Здолбунівському районі Рівненської області. Адміністративний центр — село Спасів.

## Загальні відомості
- Спасівська сільська рада утворена в 1939 році.
- Територія ради: 38,182 км²
- Населення ради: 1 890 осіб (станом на 2001 рік)
- Територією ради протікає річка Свидівка.

## Населені пункти
Сільській раді підпорядковані населені пункти:
- с. Спасів
- с. Стеблівка
- с. Цурків

## Склад ради
Рада складається з 16 депутатів та голови.
- Голова ради: Четвержук Любов Василівна
- Секретар ради: Гаврилюк Світлана Петрівна

### Керівний склад попередніх скликань
| Прізвище, ім'я, по батькові | Основні відомості                                                 | Дата обрання | Дата звільнення |
| --------------------------- | ----------------------------------------------------------------- | ------------ | --------------- |
| Четвержук Любов Василівна   | Сільський голова, 1961 року народження, освіта вища, позапартійна | 26.03.2006   | 31.10.2010      |
| Четвержук Любов Василівна   | Сільський голова, 1961 року народження, освіта вища, позапартійна | 31.10.2010   |                 |

Примітка: таблиця складена за даними сайту Верховної Ради України

## Населення
Згідно з переписом УРСР 1989 року чисельність наявного населення села становила 1981 особа, з яких 910 чоловіків та 1071 жінка.
За переписом населення України 2001 року в сільській раді мешкало 1838 осіб.

### Мова
Розподіл населення за рідною мовою за даними перепису 2001 року:
| Мова       | Відсоток |
| ---------- | -------- |
| українська | 99,63 %  |
| російська  | 0,32 %   |
| білоруська | 0,05 %   |